# 武伊科維奇
49°47′6″N 23°14′49″E / 49.78500°N 23.24694°E
武伊科維奇（烏克蘭語：Вуйковичі），是烏克蘭西部的村莊，隸屬利維夫州的亞沃里夫區。該村始建於1939年，面積0.85平方公里，海拔高度243米，2001年人口146，人口密度每平方公里172.17人。